# 富加站

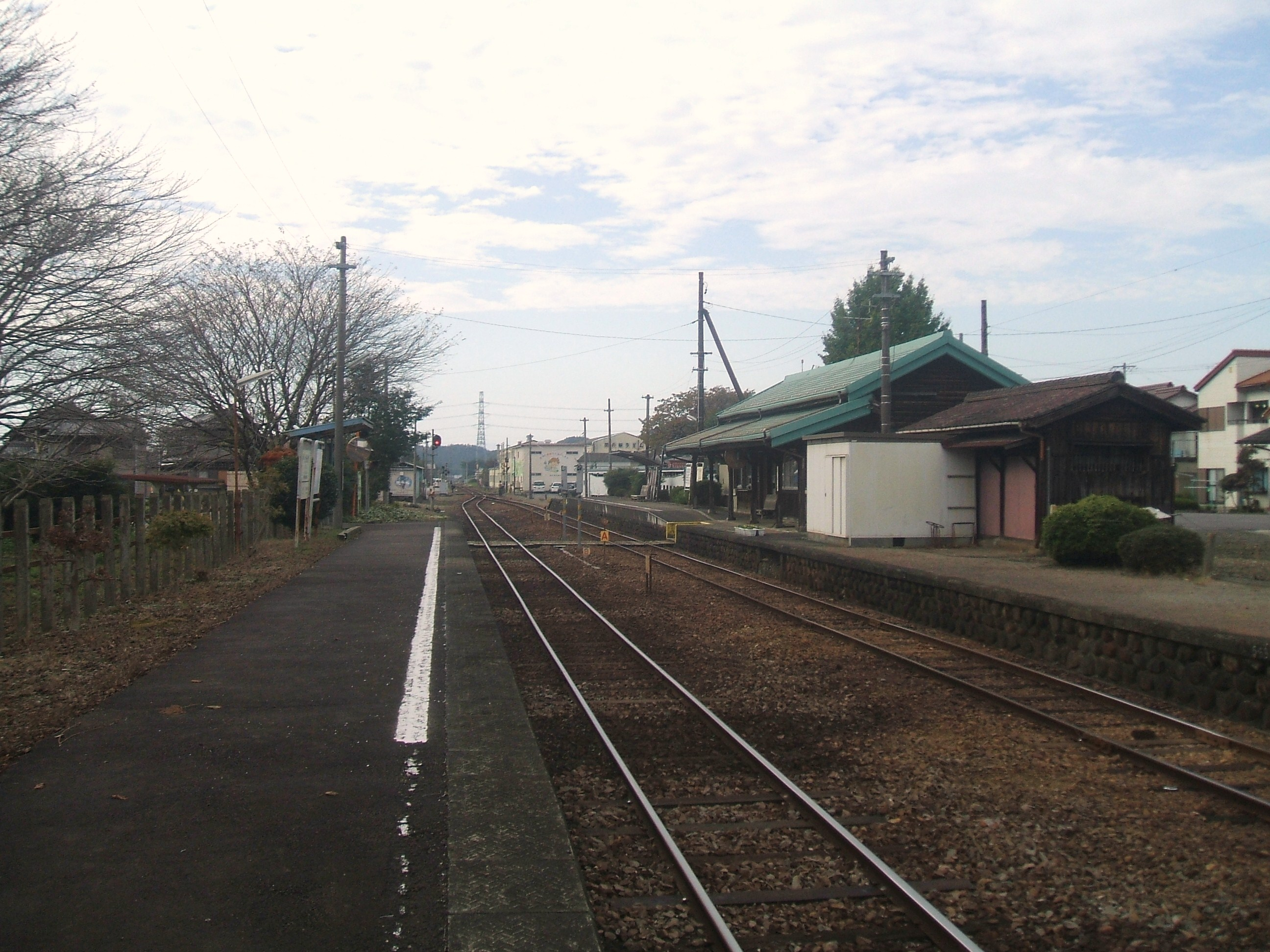
月台（望向關方向）（2009年10月22日）

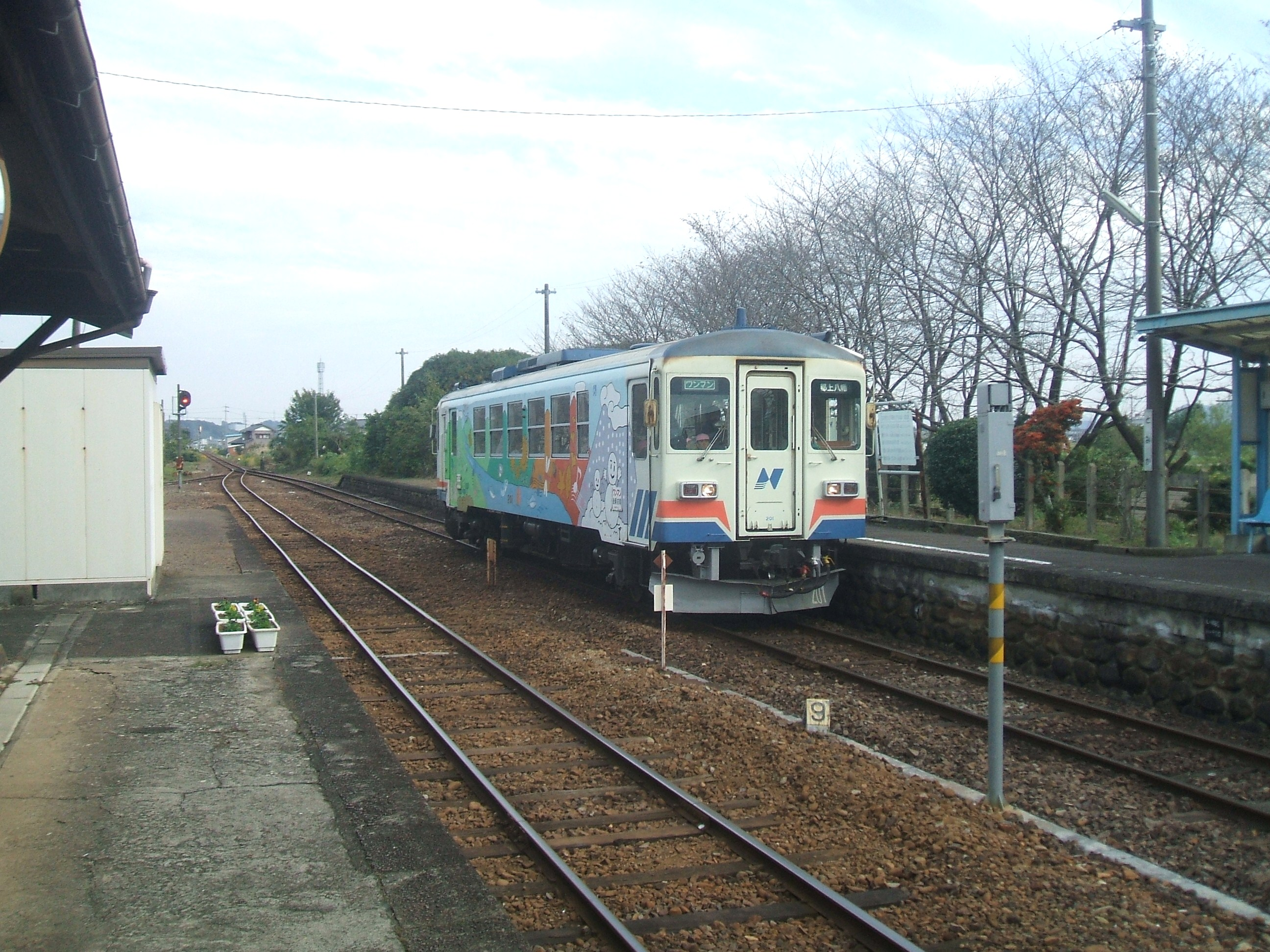
停靠中的長良川鐵道長良2形柴油列車（201號車）（2009年10月22日）

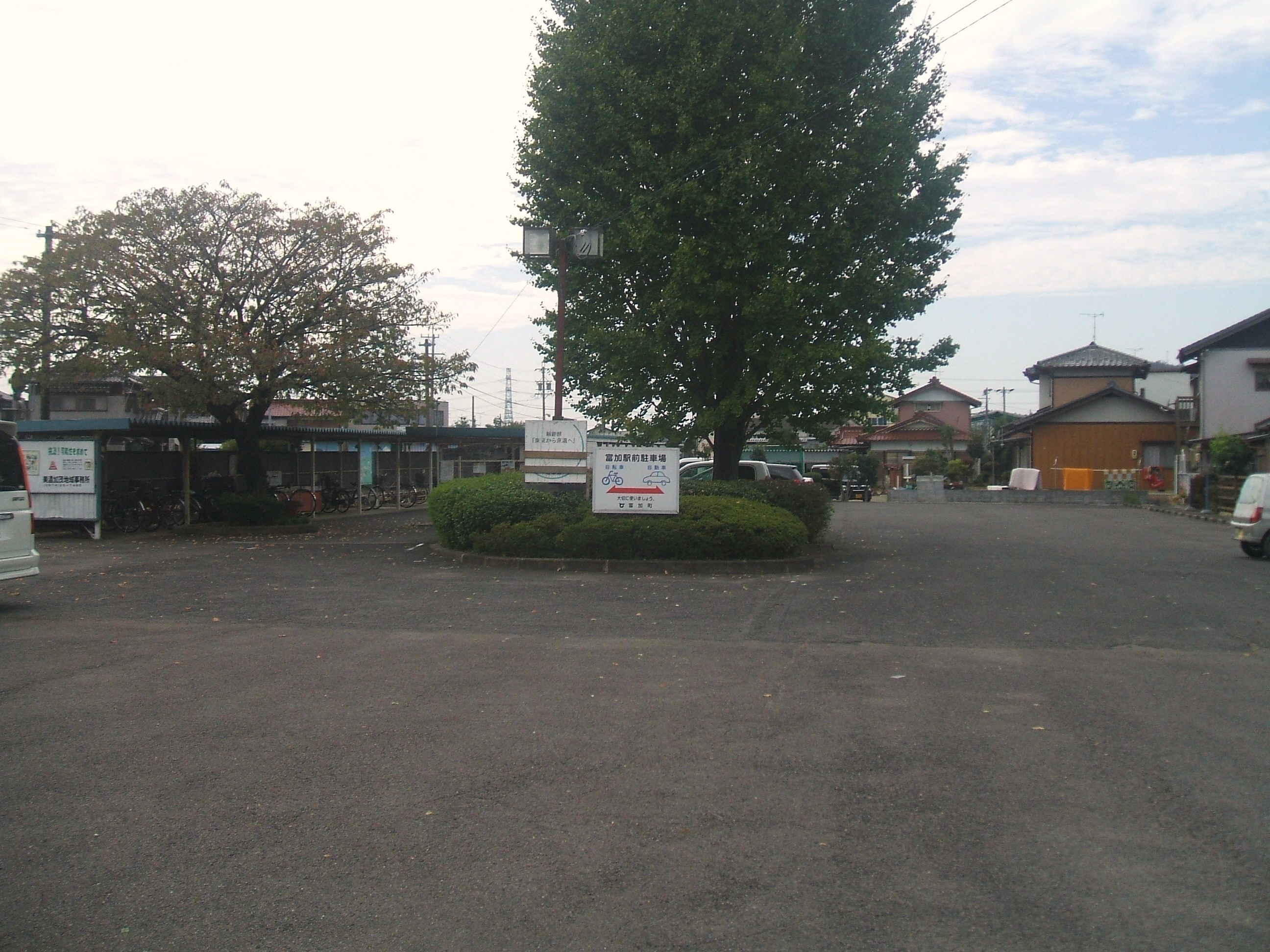
站前停車場

富加站（日语：／ Tomika eki */?）是位於岐阜縣加茂郡富加町羽生，長良川鐵道的越美南線車站。車站編號是3。

## 歷史
- 1923年（大正12年）10月5日 - 美濃太田站至美濃町站（現時：美濃市站）之間開通，此站啟用。當時車站名為加茂野站[1]。為旅客和貨物車站。
- 1963年（昭和38年）1月1日 - 暫停貨物起卸業務。
- 1974年（昭和49年）10月1日 - 結束貨物起卸業務[1]。
- 1974年（昭和49年）12月1日 - 成為業務委託車站。
- 1986年（昭和61年）12月11日 - 國鐵越美南線由長良川鐵道接管，成為長良川鐵道車站[1]。同時改名為富加站[1]。而鄰站加茂野口站改名為加茂野站[1]。

## 車站構造
車站是一座地面車站，設有2面2線相對式月台。兩月台之間設有站內平交道連接。在下行月台中央附近設有候車室。此站曾經設有車站職員當值。車站大樓從前設有咖啡廳，該處截至2014年（平成26年）成為了會計事務所，而車票售票等車站業務委托會計事務所負責，為簡易委託車站。窗口是位於上行月台，但是現時的窗口已經封閉。此站設有廁所、停車場和單車停泊處。站前設有公園。

### 月台
| 月台 | 路線      | 方向                                     |
| ---- | --------- | ---------------------------------------- |
| 1    | ■越美南線 | 美濃太田方向                             |
| 2    | ■越美南線 | 關、美濃市、郡上八幡、美濃白鳥、北濃方向 |

## 使用狀況
| 乘車人次變化       | 乘車人次變化     |
| 年度               | 1日平均 乘車人次 |
| ------------------ | ---------------- |
| 2011年（平成23年） | 76               |
| 2012年（平成24年） | 96               |
| 2013年（平成25年） | 76               |
| 2014年（平成26年） | 89               |
| 2015年（平成27年） | 90               |

## 車站周邊
- 半布里遺蹟
- 半布里戶籍
  - 日本最古老（世界最古老）的戶籍。「半布里戶籍」在大寶2年（西歷702年）記錄因而得名。
- 富加郵局
- 富加町立富加小學
- 美濃加茂市富加町中學校組合立雙葉中學
- 岐阜縣道364號大平賀富加停車場線（日语：岐阜県道364号大平賀富加停車場線）
- JA Megu美濃（日语：めぐみの農業協同組合）社區站前
- 道之驛半布里之鄉 富加（日语：道の駅半布里の郷 とみか）

## 相鄰車站
長良川鐵道
越美南線
加茂野（2）－富加（3）－關富岡（4）

## 注腳
1. 1 2 3 4 5 6  曾根悟（監修）. 朝日新聞出版分冊百科編集部（編集） , 编. . 週刊朝日百科. 26号 長良川鉄道・明知鉄道・樽見鉄道・三岐鉄道・伊勢鉄道. 朝日新聞出版. 2011-09-18: 10-11 （日语）.

## 外部連結
- 富加站｜【官方網站】長良川鐵道株式會社 （页面存档备份，存于）（日語）